# Elite Plaza Hotel, Göteborg
För andra betydelser, se Elite Plaza Hotel.
Elite Plaza Hotel är ett femstjärnigt hotell vid Västra Hamngatan 3 i centrala Göteborg, som invigdes den 3 januari 2000.  Hotellet ligger i det ombyggda Sveahuset vilket tidigare tillhört ett försäkringsbolag. Hotellet ingår i hotellkedjan Elite Hotels. Hotellet är också medlem i Design Hotels.
I december 2003 blev Elite Plaza Hotel det enda officiellt fem-stjärniga hotellet i Göteborg.